# 曽爾高原

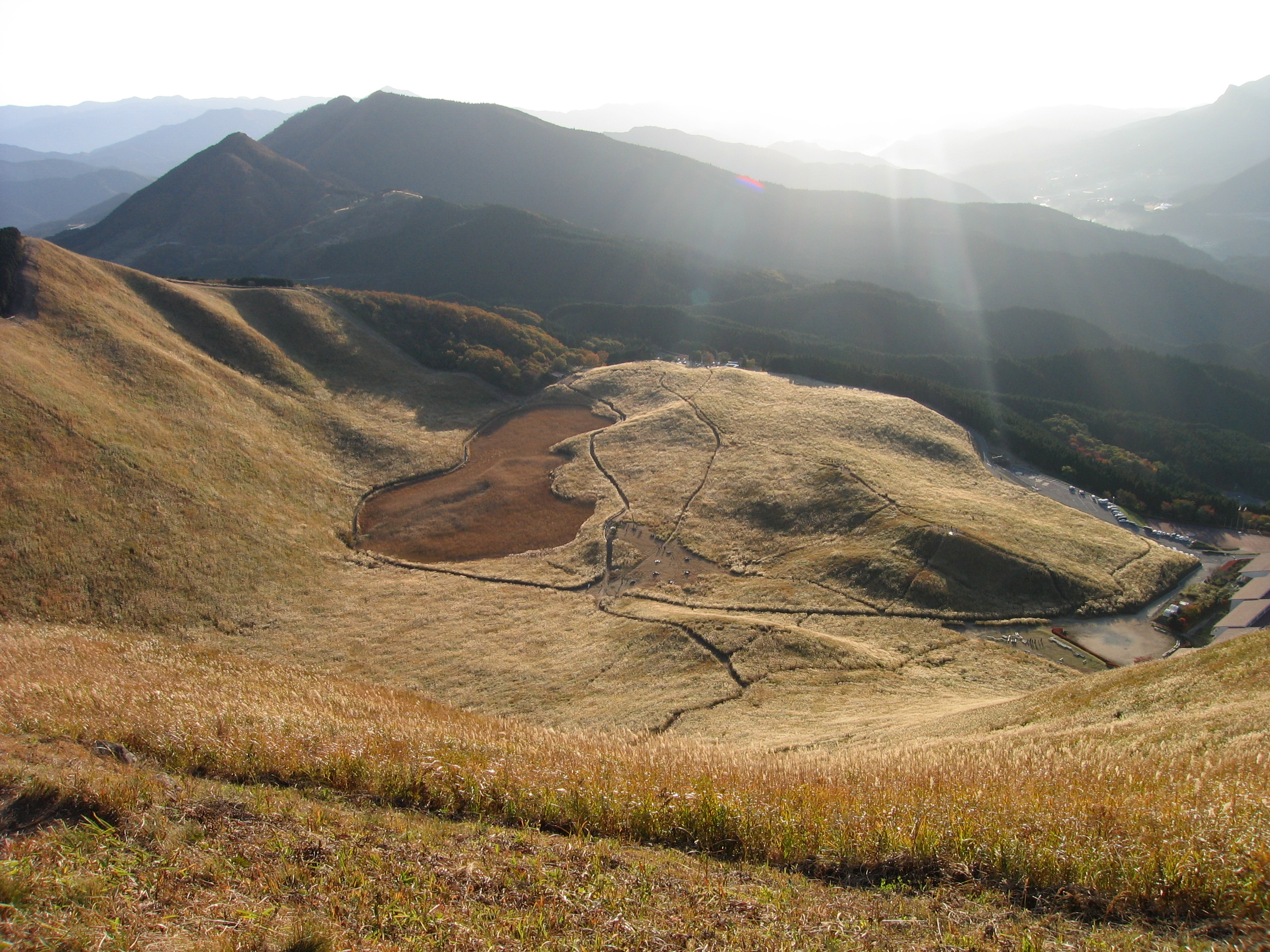
曽爾高原

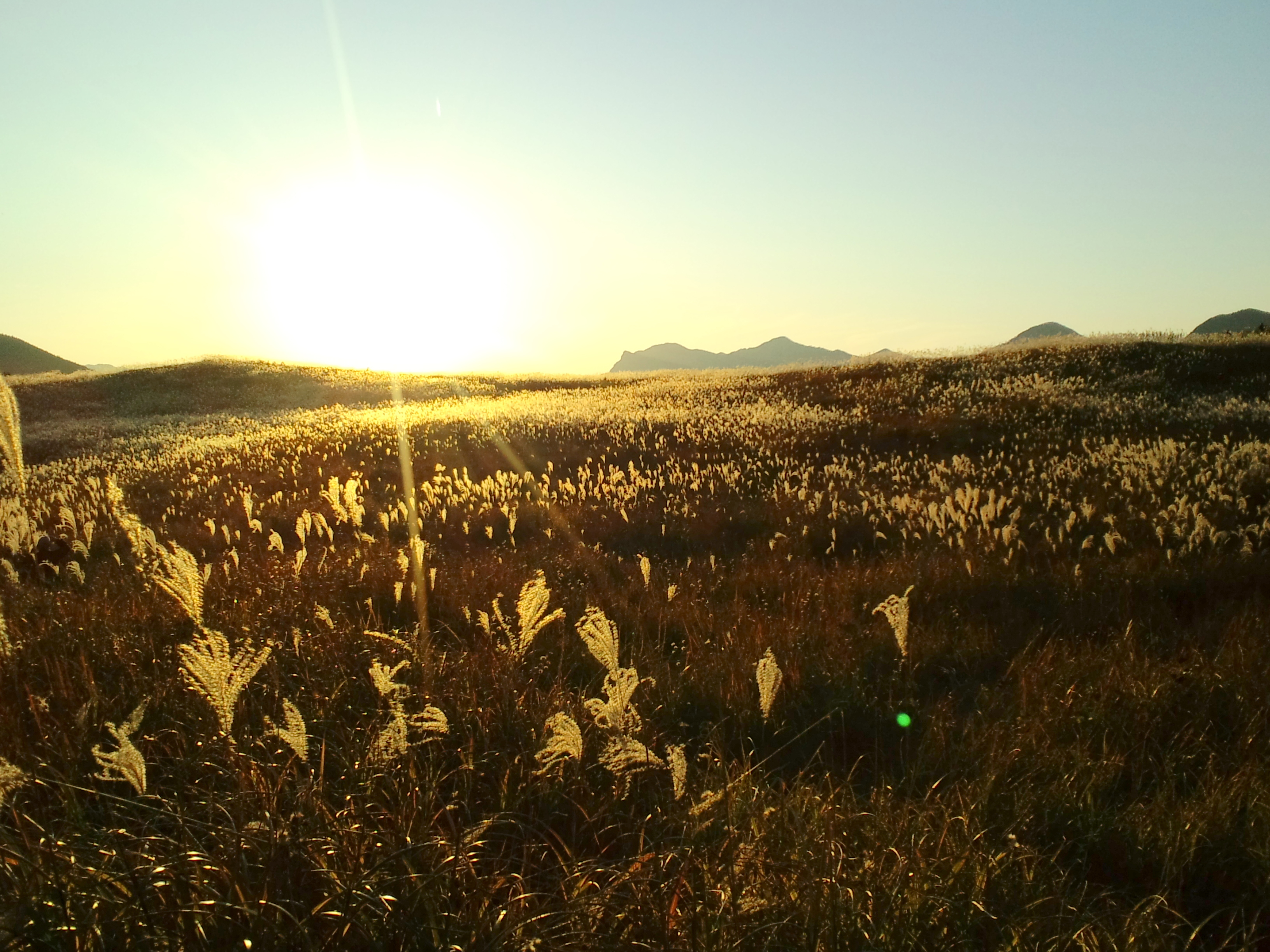
黄昏時のススキ

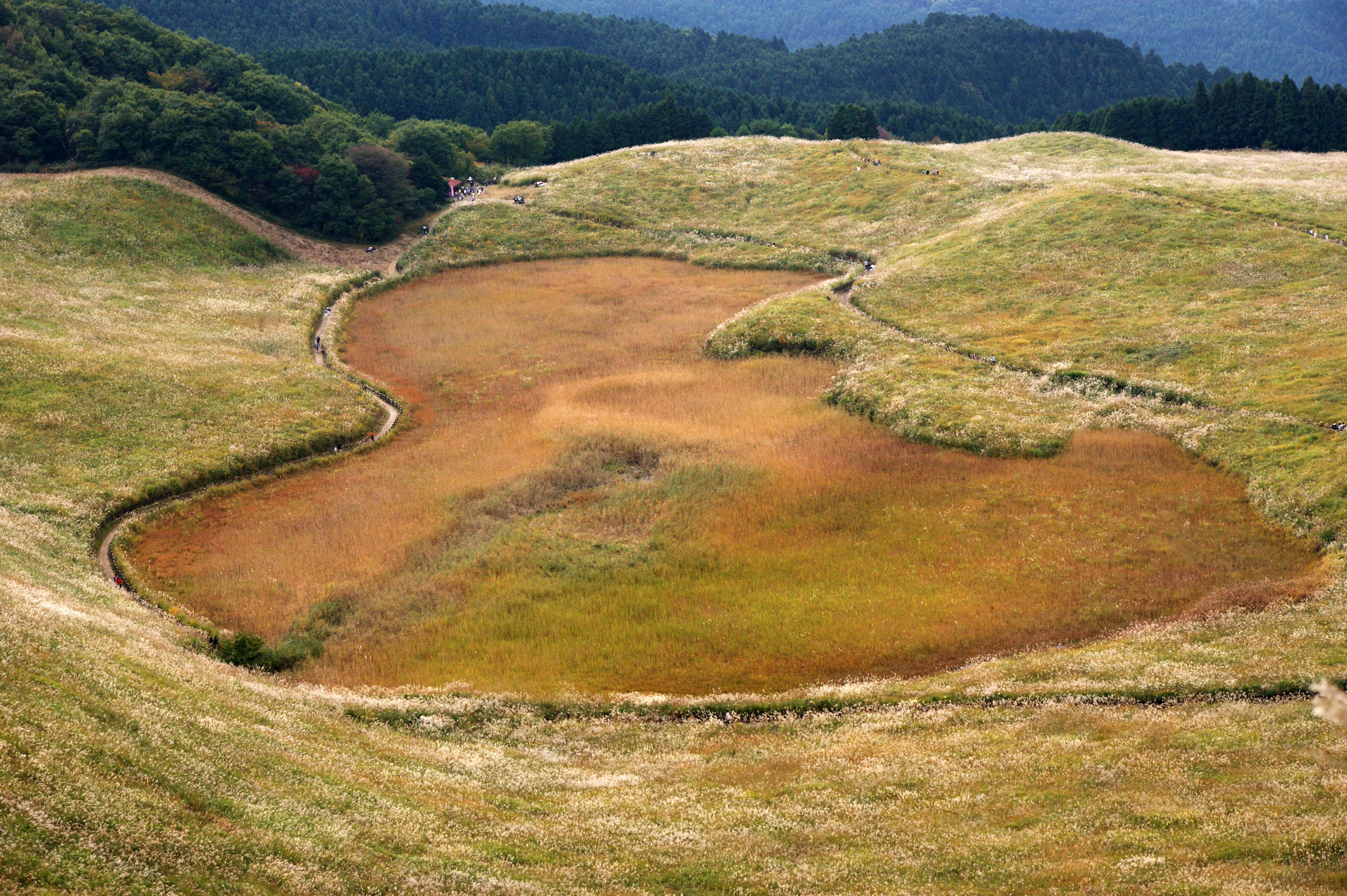
お亀池

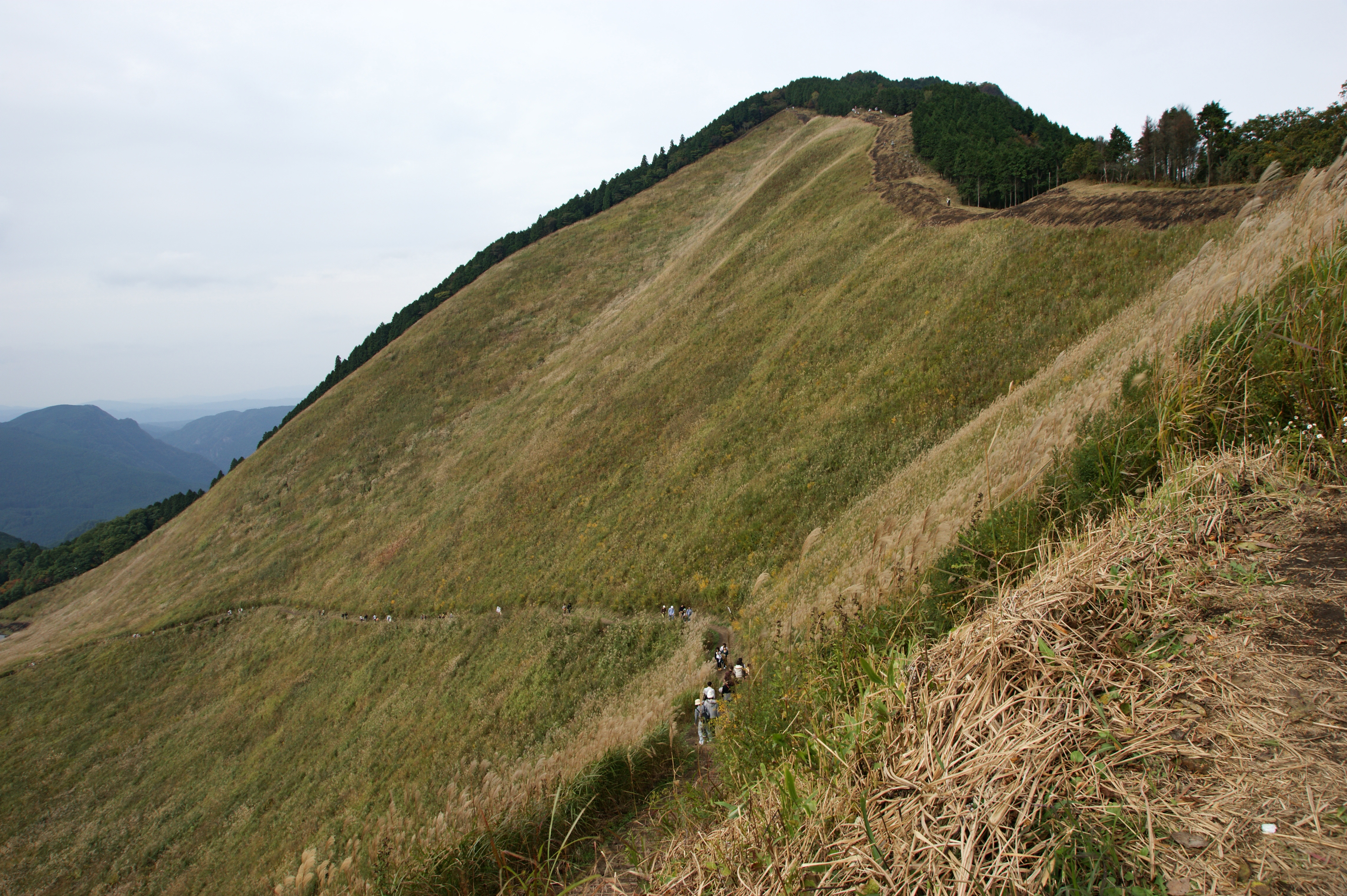
二本ボソへ繋がる稜線

曽爾高原（そにこうげん）は、奈良県宇陀郡曽爾村大字太郎路にある高原。当高原は室生赤目青山国定公園第一種特別地域内にある。

## 概要
倶留尊山（標高1038メートル）と亀山（標高849メートル）の西斜面から麓に広がる高原で、平坦地の標高は約700メートル、面積は約38ヘクタール。春になると山焼きが行われ、秋には「お亀池」という湿地帯を除いて一面がすすきに覆われる。

## 交通

### バス
三重交通が、4月1日から11月30日までの土休日と9月25日から11月30日までの平日に、近鉄大阪線名張駅から太良路バス停、曽爾高原ファームガーデンバス停を経由して、曽爾高原バス停へのバスを運行している。その他の時期（定期便利用）は山粕西行きに乗車し、太良路より徒歩でアクセスすることとなる（1日5往復の運行）。

### 自動車
大阪方面
名阪国道針インターチェンジで下車、国道369号を南へ向かい曽爾村に入り三重県道・奈良県道81号名張曽爾線経由で、曽爾高原に到着できる。2004年6月1日に榛原バイパス、2004年12月2日に曽爾バイパス、そして2006年8月4日には栂坂バイパスがそれぞれ開通した。
名古屋方面
名阪国道上野インターチェンジで下車、伊賀市、名張市を経由し、三重県道・奈良県道81号名張曽爾線に入り曽爾高原に到着できる。

## 周辺
- 国立曽爾青少年自然の家

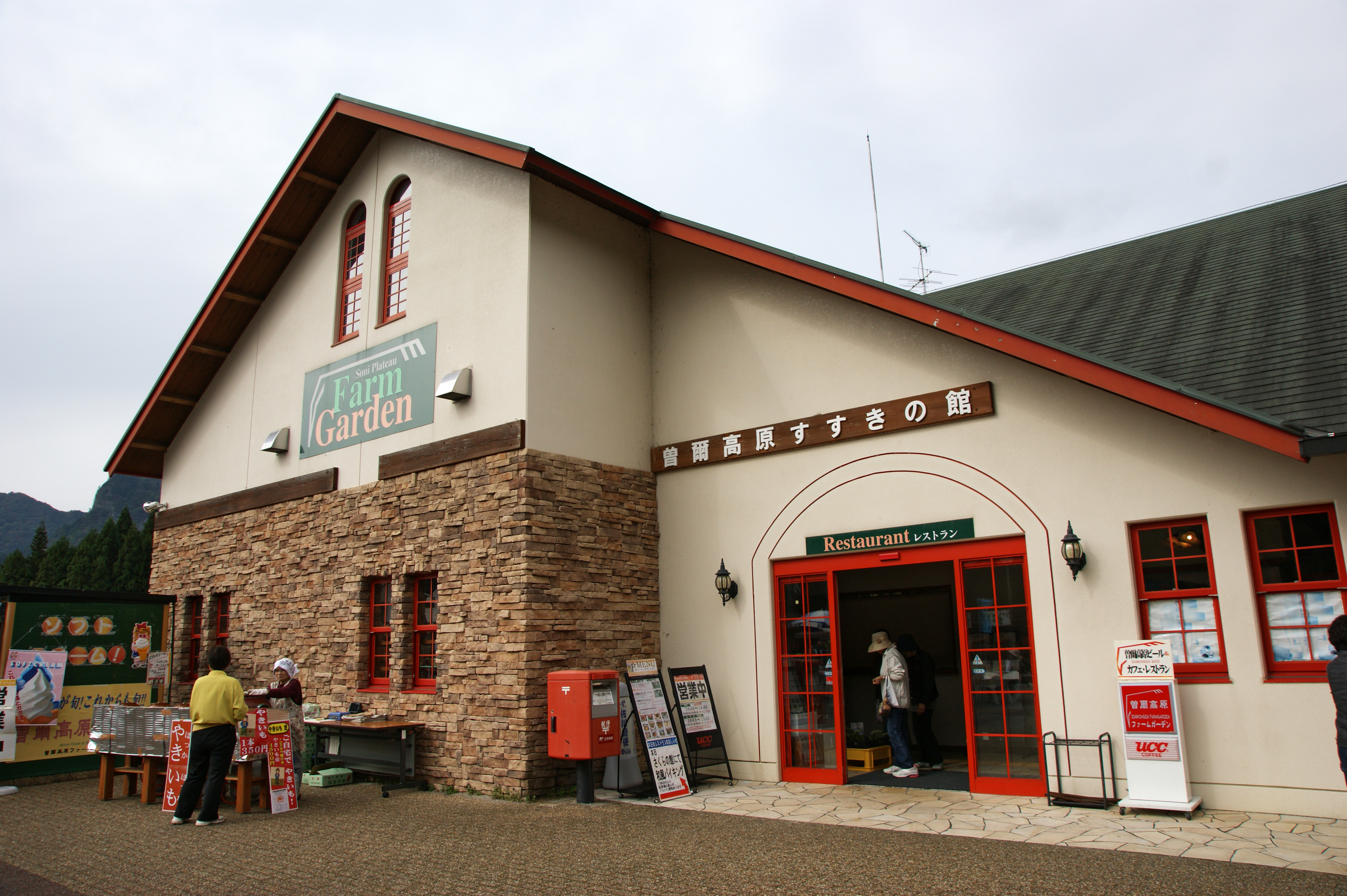
曽爾高原ファームガーデン
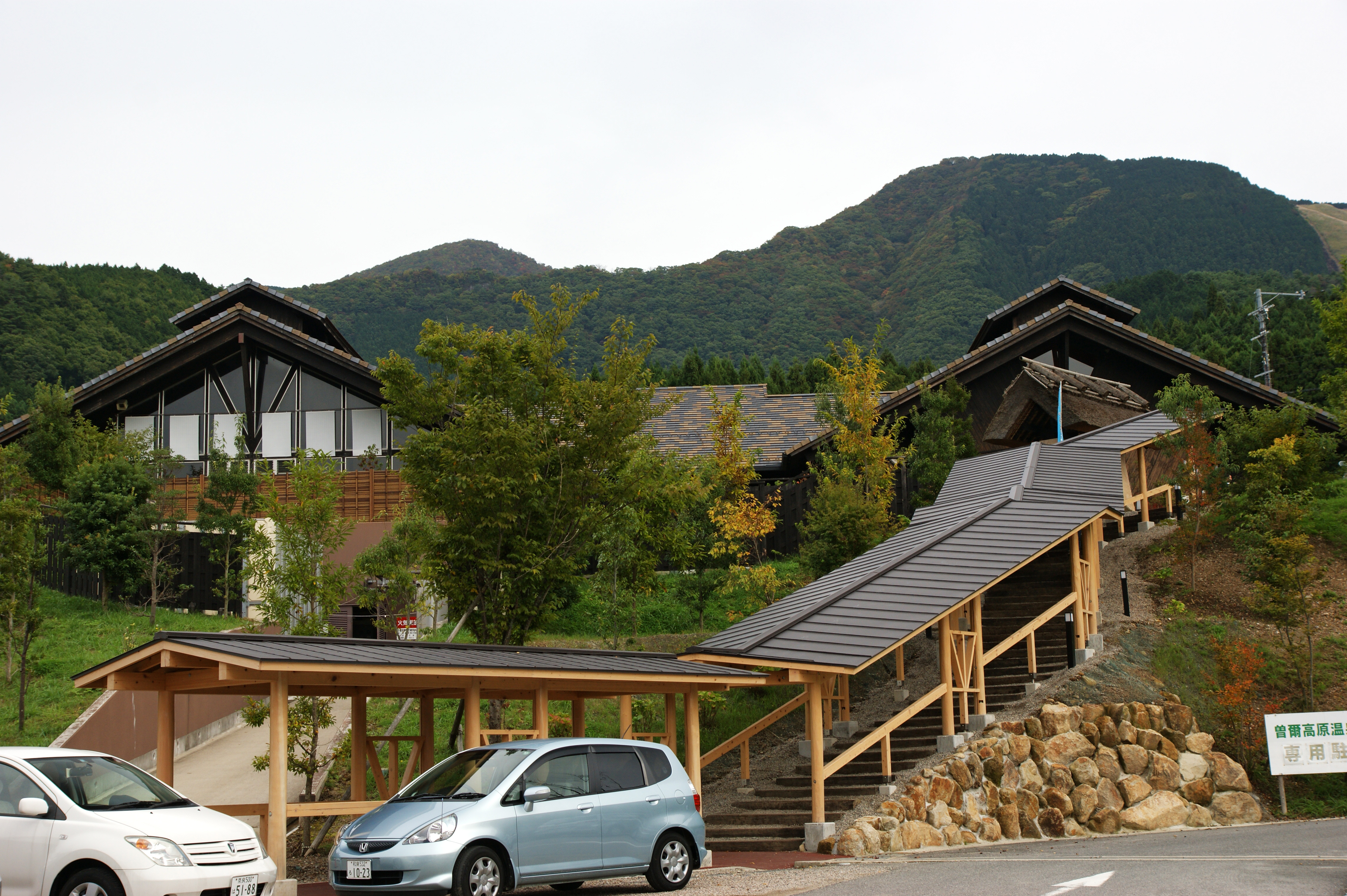
曽爾高原温泉「お亀の湯」
- みつえ高原牧場

- 曽爾高原ファームガーデン
- 曽爾高原温泉「お亀の湯」